# 9К32 Стрела-2
9К32 Стрела-2 (название на НАТО: SA-7 Grail) е съветски преносим зенитно-ракетен комплекс с малък обсег от първо поколение. Приет е на въоръжение през 1968 в малки бройки, а серийното производство започва през 1970 година. Стрела-2 се превръща в едно от най-изнасяните и разпространени съветски оръжия, и се използва в почти всички регионални конфликти по света след 1968 година.
По време на Корейската война става ясно, че стратегическите ядрени бомбардировачи не са белязали края на ковенционалните военни действия и се появява нуждата от разширяване на гамата от зенитно-ракетни комплекси, чиято роля дотогава е била именно защита от летящи на големи височини атомни бомбардировачи. След края на войната СССР разработва нова военна доктрина, която включва пет нива на противовъздушна отбрана: фронтово, армейско, дивизионно, полково и батальонно. За всяко едно ниво бива разработен специфичен ЗРК/ЗАК – 2К11 Круг, 2К12 Куб, 9К33 Оса, ЗСУ-23-4 и 9К31 Стрела-1 и 9К32 Стрела-2. Първоначално Стрела-1 и 2 са били ръчнопреносими, но Стрела-1 се оказва прекалено тежък и е преработен в самоходен ЗРК за полкова отбрана, което оставя Стрела-2 на батальонно ниво. Съветските инженери обаче изпитват затруднения в разработването на достатъчно малка инфрачервена глава, което забавя вкарването комплекса в употреба с 5 години – през 1968. Теглото на зареден и готов за стрелба комплекс е 15 килограма, а дължината му е 1,44 метра. Обсегът на стандартния модел е 3700 метра с таван от 1500 метра, увеличен до 4200 метра с таван 2300 метра при Стрела-2М. Бойната глава съдържа 370 грама взрив.
Стрела-2 бива приета на въоръжение от всички родове войски на армиите от Варшавския договор и съюзниците на СССР. Вероятно първата бойна употреба е през 1969 от Египет, чийто войници изстрелват стотици ракети срещу израелски изтребители, но много малка част от самолетите биват загубени. Повечето понасят повреди, които се оказват достатъчно леки, за да се върнат изтребителите без проблем в базите си. Същият проблем е отбелязан и от войските на Северен Виетнам, които свалят 40 – 50 летателни апарата на САЩ, всички от които (с изключение на един разузнавателен ТА-4 Скайхоук) са били вертолети или витлови самолети. През съветската война в Афганистан муджахидините получават китайски копия на ракетата и ги използват срещу съветски вертолети. По време на Родезийската война, чернокожите бунтовници използват Стрела-2 срещу пътнически самолети – в първия случай голяма част от пътниците загиват, а част от оцелелите са екзекутирани на земята, докато при втората атака всички пътници загиват. По време на операция Пустинна буря иракски войник изстрелва ракета Стрела-2 срещу американска огнева платформа (гъншип) AC-130H, сваляйки го и убивайки всички 14 души екипаж. През 2005 Ислямска армия на Ирак сваля вертолет Ми-8 на Блекуотър, при което загиват всички 11 пътници и екипаж. На следващата година в друг случай е свален и един американски AH-64 Apache. В Турция, бойци на Кюрдската работническа партия използват комплекса при свалянето на транспортен вертолет Кугър и няколко седмици след това на боен вертолет AH-1 Cobra през лятото на 1997.
Днес Стрела-2 се използва в армиите на 50 страни по света, както и от редица бунтовнически групировки и терористични организации. Оръжието е широко разпространено на международния черен пазар. Произвежда се по лиценз в България, Египет (като Айн ал-Сакр), Китай (като HN-5), КНДР (като Хвасън-Чон), Пакистан (като Анза) и Румъния (като CA-94 / CA-94M).